# سیارک ۲۶۶۷۲
سیارک ۲۶۶۷۲ (به انگلیسی: 26672 Ericabrooke، نامگذاری:2001DR74)۲۶۶۷۲مین سیارک کشف شده‌است که در ۱۹ فوریه ۲۰۰۱ کشف شد.